# Jaroslav Antoš
Jaroslav Antoš (* 5. dubna 1940 Dvůr Králové nad Labem) je bývalý československý silniční a dráhový cyklista a cyklokrosař.
Začínal v cyklistickém oddílu ve Dvoře Králové nad Labem. Na vojně byl členem Dukly Louny. Byl ryzím amatérem, pracoval jako zámečník v Tibě, Jutě a dokonce i v JZD Horní Brusnice.
Je desetinásobným mistrem československa a držitel titulu mistr sportu.